# Alphomelon pyrrhogluteum
Alphomelon pyrrhogluteum is een insect dat behoort tot de orde vliesvleugeligen (Hymenoptera) en de familie van de schildwespen (Braconidae). De wetenschappelijke naam van de soort werd voor het eerst geldig gepubliceerd door Deans in 2003.